# Heinz Nessizius

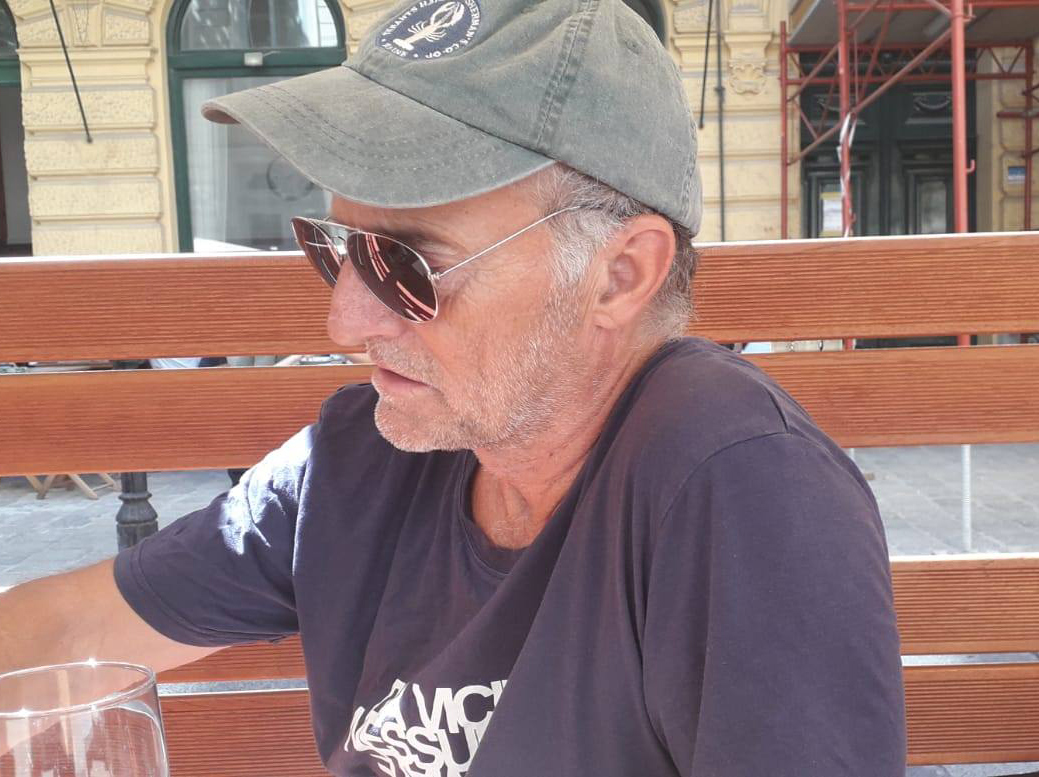
Heinz Nessizius 2019 in Wien

Heinz Nessizius (* 1951 in Wien) ist ein österreichischer Musiker, Texter und Musikproduzent.

## Werdegang
Nessizius war von 1977 bis zum Konzert „50 Jahre Drahdiwaberl – Der allerletzte Mulatschag“ im Oktober 2019 in Wien Texter, Bühnenakteur und Sänger der Band Drahdiwaberl.
Nessizius schrieb Songtexte für Drahdiwaberl, Falcos frühe Band Spinning Wheel, Westend und The Untouchables.
1984 produzierte er gemeinsam mit Helmut Zenker die LP Kottan´s Kapelle der gleichnamigen Band. Während seiner Tätigkeit als A&R Manager bei Gig Records wurde auch Falcos Hit Rock Me Amadeus produziert, der es in den USA als Nr. 1 in die Charts schaffte.
1984 Produktion und Aufnahmeleitung der LP „Robert der Teuxel“, eine Lesung von Helmut Qualtinger.
Er lebt und arbeitet in Wien und in den USA, ist verheiratet und hat einen Sohn.

## Erfolge
1983 textete er gemeinsam mit Helmut Deinboek das Lied Hurricane, mit dem die Band Westend für Österreich beim Eurovision Song Contest antrat und den 9. Platz erreichte.

## Songtexte
Drahdiwaberl
- Die Galeere (Musik: Peter Viehweger und Bernhard Rabitsch, Gesang Heinz Nessizius und Falco)
- Supersheriff
- Plöschberger
- Stechschrittmambo
- Terrorprofi aus der BRD
- Stecker raus und Tschüssel

Spinning Wheel
- Im Dschungel

Westwind
- Hurricane

Sextiger
- Nightmare
- Kill To Survive